# Latin Songbird: Mi alma y mi corazón
Latin Songbird: Mi alma y corazón es el título del séptimo álbum de estudio grabado por la cantante puertorriqueño-estadounidense de salsa La India. Fue lanzado al mercado bajo el sello discográfico Sony Discos el 26 de noviembre de 2002. El álbum fue nominado al Premio Grammy Latino al Mejor Álbum de Salsa y también «Sedúceme» fue nominado al Premio Grammy Latino a la Mejor Canción Tropical en la 4.º entrega de los Premios Grammy Latinos celebrados el miércoles 3 de septiembre de 2003. y además fue nominado al Premio Grammy al Mejor Álbum Salsa/Merengue en los 46.º entrega de los Premios Grammy celebrados el domingo 8 de febrero de 2004.

## Lista de canciones
| Latin Songbird: Mi alma y corazón |                                   |              |          |  |
| N.º                               | Título                            | Escritor(es) | Duración |  |
| 1.                                | «Sedúceme» (Salsa)                |              | 5:18     |  |
| 2.                                | «Traición» (Salsa)                |              | 4:43     |  |
| 3.                                | «El anillo»                       |              | 4:05     |  |
| 4.                                | «El hombre perfecto» (Salsa)      |              | 4:21     |  |
| 5.                                | «Soy mujer»                       |              | 4:50     |  |
| 6.                                | «La gran tirana»                  |              | 2:57     |  |
| 7.                                | «Qué me importa»                  |              | 4:50     |  |
| 8.                                | «Sedúceme» (Balada pop)           |              | 4:23     |  |
| 9.                                | «Enséñame a olvidar»              |              | 3:53     |  |
| 10.                               | «El hombre perfecto» (Balada pop) |              | 4:13     |  |
| 11.                               | «Razones tengo»                   |              | 4:50     |  |
| 12.                               | «Confiando en ti»                 |              | 3:46     |  |
| 13.                               | «Traición» (Balada pop)           |              | 3:18     |  |
| 14.                               | «Navidad sin verte»               |              | 2:26     |  |
| 57:56                             |                                   |              |          |  |

## Posicionamiento en las listas
| Lista (2002/2003)              | Máxima posición |
| ------------------------------ | --------------- |
| U.S. Billboard Tropical Albums | 1               |